# 第2次ドミートリー・メドヴェージェフ内閣
第2次ドミートリー・メドヴェージェフ内閣（ロシア語: Второе правительство Медведева）は、2018年5月18日に成立したドミートリー・メドヴェージェフを首相とするロシア連邦の内閣。2020年1月15日、メドヴェージェフは憲法改正で「大統領が全ての決定をできるようにするため」として内閣総辞職を表明した。

## 首班指名
2018年5月7日、2018年ロシア大統領選挙の結果を受けてウラジーミル・プーチンがロシア連邦大統領に就任し、同日ドミートリ―・メドヴェージェフを首班に指名、ロシア連邦議会国家院（下院）でも過半数の議席をもつ与党統一ロシアがメドヴェージェフ支持を決定したことから、ここでメドヴェージェフ留任が事実上決まった。5月8日、ロシア自由民主党もメドヴェージェフ支持を表明し、閣僚候補6名を推薦した。一方、ロシア連邦共産党と公正ロシアは同日メドヴェージェフと会談した上でメドヴェージェフ不支持を表明した。
1991年以降はじめて、副首相候補が下院国家院での公聴会前に指名されている。

### 国家院承認

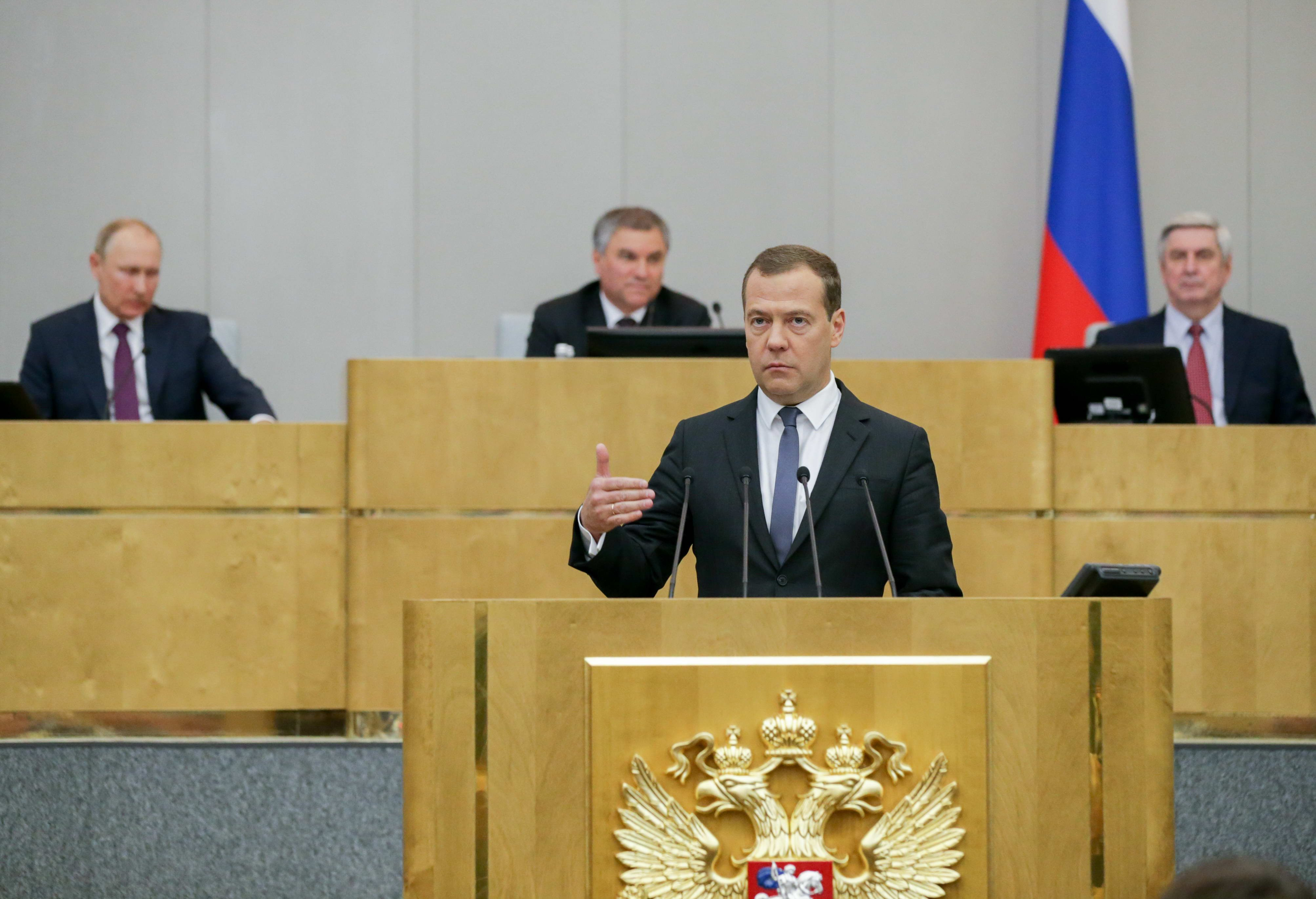
2018年5月8日、公聴会でのメドヴェージェフ。

2018年5月8日、国家院はドミートリー・メドヴェージェフを首相とすることを承認した。採決の結果は、投票数430票うち賛成374票、反対56票であった。
| 党派               | 議員数 | 賛成 | 反対 | 棄権 | 無投票 | 空席 |
| ------------------ | ------ | ---- | ---- | ---- | ------ | ---- |
| 統一ロシア         | 339    | 330  | 0    | 0    | 9      |      |
| 共産党             | 42     | 0    | 37   | 0    | 5      |      |
| 自由民主党         | 40     | 39   | 0    | 0    | 1      |      |
| 公正ロシア         | 23     | 4    | 19   | 0    | 0      |      |
| 祖国               | 1      | 1    | 0    | 0    | 0      |      |
| 市民プラットホーム | 1      | 0    | 0    | 0    | 1      |      |
| 全党派             | 446    | 374  | 56   | 0    | 16     | 4    |
| 出典               |        |      |      |      |        |      |

### 組閣
2018年5月18日、メドヴェージェフはプーチン大統領に対し組閣案を提示した。
このとき併せて、ロシア教育・科学省を教育省と科学・高等教育省に分割し、ロシア通信・マスコミ省をデジタル発展・通信・マスコミ省に改称し、副首相を10名まで任命できることとした。同日プーチン大統領は大統領令に署名した。
2018年5月18日、メドヴェージェフは閣僚名簿を提出し、プーチンは同日これを承認した。

## 内閣発足後の改称
- 2019年2月26日、ロシア極東開発省を「極東・北極圏開発省（「極東・北極圏発展省」）」に改称した[13]。

## 閣僚
| 職名                                  | 写真 | 氏名                                             | 所属政党 | 所属政党   | 任期                          |
| ------------------------------------- | ---- | ------------------------------------------------ | -------- | ---------- | ----------------------------- |
| 首相                                  |      | ドミートリー・メドヴェージェフ                   |          | 統一ロシア | 2018年5月18日 - 2020年1月15日 |
| 副首相                                |      |                                                  |          |            |                               |
| 第一副首相 兼 財務相                  |      | アントン・シルアノフ                             |          | 統一ロシア | 2018年5月18日 - 2020年1月15日 |
| 副首相 農業・天然資源・生態系保護担当 |      | アレクセイ・ゴルデーエフ                         |          | 統一ロシア | 2018年5月18日 - 2020年1月15日 |
| 副首相 建設・地域政策担当             |      | ヴィタリー・ムトコ                               |          | 統一ロシア | 2018年5月18日 - 2020年1月15日 |
| 副首相 国防・宇宙産業担当             |      | ユーリ・ボリソフ                                 |          | 無所属     | 2018年5月18日 - 2020年1月15日 |
| 副首相 工業・燃料エネルギー複合体担当 |      | ドミトリー・コザク                               |          | 統一ロシア | 2018年5月18日 - 2020年1月15日 |
| 副首相 兼 極東連邦管区大統領全権代表  |      | ユーリ・トルトネフ                               |          | 統一ロシア | 2018年5月18日 - 2020年1月15日 |
| 副首相 スポーツ政策担当               |      | タチアナ・ゴリコワ                               |          | 統一ロシア | 2018年5月18日 - 2020年1月15日 |
| 副首相 旅行・スポーツ・文化担当       |      | オリガ・ゴロジェツ                               |          | 統一ロシア | 2018年5月18日 - 2020年1月15日 |
| 副首相 運輸・通信・デジタル経済担当   |      | マクシム・アキモフ                               |          | 統一ロシア | 2018年5月18日 - 2020年1月15日 |
| 副首相 兼 内閣官房長官                |      | コンスタンチン・チュイチェンコ                   |          | 統一ロシア | 2018年5月18日 - 2020年1月15日 |
| 国務大臣                              |      |                                                  |          |            |                               |
| 内務相                                |      | ウラジーミル・コロコリツェフ                     |          | 無所属     | 2018年5月18日 - 2020年1月15日 |
| 外務相                                |      | セルゲイ・ラブロフ                               |          | 統一ロシア | 2018年5月18日 - 2020年1月15日 |
| 非常事態相                            |      | エフゲニー・ジニチェフ                           |          | 無所属     | 2018年5月18日 - 2020年1月15日 |
| 国防相                                |      | セルゲイ・ショイグ                               |          | 統一ロシア | 2018年5月18日 - 2020年1月15日 |
| 司法相                                |      | アレクサンドル・コノヴァロフ                     |          | 統一ロシア | 2018年5月18日 - 2020年1月15日 |
| 保健相                                |      | ヴェロニカ・スクヴォルツォワ                     |          | 無所属     | 2018年5月18日 - 2020年1月15日 |
| 文化相                                |      | ウラジーミル・メジンスキー                       |          | 統一ロシア | 2018年5月18日 - 2020年1月15日 |
| 教育相                                |      | オリガ・ヴァシリエワ                             |          | 無所属     | 2018年5月18日 - 2020年1月15日 |
| 科学・高等教育相                      |      | ミハイル・コチューコフ                           |          | 統一ロシア | 2018年5月18日 - 2020年1月15日 |
| 天然資源・環境相                      |      | ドミートリー・コブィルキン                       |          | 統一ロシア | 2018年5月18日 - 2020年1月15日 |
| 運輸相                                |      | エフゲニー・ディトリフ                           |          | 統一ロシア | 2018年5月18日 - 2020年1月15日 |
| 農業相                                |      | ドミートリ―・パトルシェフ                        |          | 無所属     | 2018年5月18日 - 2020年1月15日 |
| 産業貿易相                            |      | デニス・マントゥロフ                             |          | 統一ロシア | 2018年5月18日 - 2020年1月15日 |
| デジタル発展・通信・マスコミ相        |      | コンスタンチン・ノスコフ                         |          | 無所属     | 2018年5月18日 - 2020年1月15日 |
| 建設・住宅公営事業相(en)              |      | ウラジーミル・ヤクーシェフ                       |          | 統一ロシア | 2018年5月18日 - 2020年1月15日 |
| 極東・北極圏開発相                    |      | アレクサンドル・コズロフ・アレクサンドロヴィッチ |          | 統一ロシア | 2018年5月18日 - 2020年1月15日 |
| 経済発展相                            |      | マクシム・オレシキン                             |          | 統一ロシア | 2018年5月18日 - 2020年1月15日 |
| エネルギー相                          |      | アレクサンドル・ノヴァク                         |          | 統一ロシア | 2018年5月18日 - 2020年1月15日 |
| 労働・社会保障相 (en)                 |      | マクシム・トピリン                               |          | 統一ロシア | 2018年5月18日 - 2020年1月15日 |
| 北カフカース問題担当相(ru)            |      | セルゲイ・チェボタリョフ                         |          | 無所属     | 2018年5月18日 - 2020年1月15日 |
| スポーツ相(en)                        |      | パーヴェル・コロブコフ                           |          | 無所属     | 2018年5月18日 - 2020年1月15日 |